# Bijelo Polje (Kakanj)
Bijelo Polje är en ort i Bosnien och Hercegovina. Den ligger vid Kakanj i entiteten Federationen Bosnien och Hercegovina, i den centrala delen av landet, 30 kilometer nordväst om huvudstaden Sarajevo. Bijelo Polje ligger 584 meter över havet och antalet invånare är 102.
Terrängen runt Bijelo Polje är kuperad.Närmaste större samhälle är Visoko, 11,0 kilometer söder om Bijelo Polje.
Omgivningarna runt Bijelo Polje är en mosaik av jordbruksmark och naturlig växtlighet. Runt Bijelo Polje är det ganska tätbefolkat, med 93 invånare per kvadratkilometer.